# Vida Blue
Pour les articles homonymes, voir Blue.
Vida Blue (né le 28 juillet 1949 à Mansfield, Louisiane, États-Unis et mort le 6 mai 2023 à Tracy ,(Californie) est un  lanceur étoile de baseball.
Lanceur gaucher, il évolue dans la Ligue majeure de baseball pour les Athletics d'Oakland de 1969 à 1977, les Giants de San Francisco de 1978 à 1981, les Royals de Kansas City en 1982 et 1983, puis de nouveau pour les Giants de San Francisco en 1985 et 1986.
Il est nommé joueur par excellence de la Ligue américaine en 1971 et remporte la même année le trophée Cy Young du meilleur lanceur. Il est membre des équipes des Athletics d'Oakland qui remportent trois Séries mondiales consécutives en 1972, 1973 et 1974.
Six fois invité au match des étoiles (1971, 1975, 1977, 1978, 1980, 1981), Vida Blue est le premier dans l'histoire à être lanceur partant de chacune des deux ligues s'affrontant dans ce match amical de mi-saison : en 1971 et 1975 il est le lanceur partant de l'équipe de la Ligue américaine, et en 1978 il commence le match pour les étoiles de la Ligue nationale.
Vida Blue lance pour Oakland un match sans point ni coup sûr le 21 septembre 1970 contre les Twins du Minnesota. Lanceur partant le 28 septembre 1975, les lanceurs Glenn Abbott, Paul Lindblad et Rollie Fingers lui succèdent en relève et accomplissent pour les Athletics un match sans coup sûr combiné face aux Angels de la Californie.
En 17 saisons dans le baseball majeur, Vida Blue maintient une moyenne de points mérités de 3,27 avec 209 victoires, 161 défaites et 2 175 retraits sur des prises en 3 343 manches et un tiers lancées.
Vida Blue s'éteint le 6 mai 2023 à l'âge de 73 ans.